# Jimmy Sandin
Jimmy Roy Sandin, född 23 april 1985 i Oscars församling i Stockholm, är en svensk före detta skådespelare mest känd för sin roll som Ulf i Kan du vissla Johanna? från 1994.
Han gav även rösten till Waldo i den svenska dubbningen av Busungarna.. Dessutom spelade han Daniels lillebror, Patrik, i SVT:s serie ”Första kärleken” från 1992.